# Pedro Figari

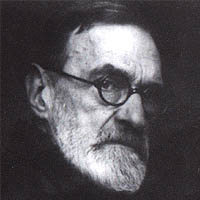
Pedro Figari

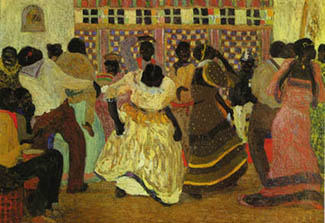
Candombe 1921. Öl auf Leinwand, 75 × 105 cm. Private Sammlung, Buenos Aires.

Pedro Figari, vollständiger Name Pedro Figari Solari, (* 29. Juni 1861 in Montevideo; † 24. Juli 1938 ebenda) ist ein Maler und Politiker aus Uruguay, dessen Bilder vor allem Alltagsszenen aus Montevideo und dem Land dargestellt haben.

## Leben
Geboren 1861 als Sohn von Juan Figari de Lazar und Paula Solari, wird er 1885 Assistent des Finanzministers und schließt 1886 sein Jurastudium als Straf- und Zivilverteidiger ab. Im selben Jahr heiratet er Maria de Castro Caravia. Der Hochzeit schließt sich ein langer Europaaufenthalt in den Ländern Frankreich, England, Deutschland, Österreich, Belgien, Italien, Holland und Dänemark an. Außerdem beginnt Figari ein Kunststudium mit dem italienischen Künstler Godofredo Sommavilla in Montevideo. 1893 beginnt er seine Karriere als Journalist bei der Zeitung El Deber. Im Jahre 1896 wird Figari Abgeordneter in Rocha. Zwei Jahre später ist er Staatssekretär bei der Partido Colorado nach Beitritt des Parlaments. 1899 wird er Abgeordneter in Minas und wird Vizepräsident des Repräsentantenhauses.
Im Jahre 1905 wird er Ehrenmitglied der Conciliation Internationale und wird Anwalt der Banco de la Republica (bis 1915). Vier Jahre später wird er zum Vorstandsmitglied der Kunsthochschule der Asistencia Publica National ernannt, 1911 wird Figari Präsident der Flussschifffahrts-Gesellschaft und Direktor der Staatlichen Verkehrs- und Eisenbahn-Gesellschaft. 1914 wird er Ehrenmitglied der uruguayischen Künstlervereinigung und Mitglied des Comité France-Amerique. Ab 1915 ist er Direktor der Kunst- und Handwerksschule und als solcher verantwortlich für die Reformation derselben entsprechend seinen eigenen Plänen von 1917. 1920 bietet man ihn den Posten als Botschafter Uruguays in Peru an, welchen er allerdings ablehnt. 
1921 siedelt er nach Buenos Aires um, wo er sich ausschließlich der Kunst widmet. 1924 ist Figari Gründungsmitglied der Vereinigung Freunde der Kunst in Buenos Aires. Ein Jahr später zieht er um nach Paris, wo er sich über neun Jahre hinweg der Projektierung von Kunstausstellungen in Europa und Amerika widmet. 1927 stirbt sein Sohn und Mitarbeiter, der Architekt Juan Carlos Figari Castro. 1928 wird er zum mit allen Vollmachten ausgestatteten Minister für auswärtige Angelegenheiten in London ernannt, außerdem Ernennung zum Ritter des britischen Weltreichs. 
1933 wird er zum Berater des Ministers für Bildung und Kunst in Uruguay ernannt. Als solcher ist er für den freien Kunstaustausch zwischen Uruguay und Argentinien verantwortlich. Außerdem kehrt er im selben Jahr zurück nach Uruguay. 1934 wird er zum dauerhaften Mitglied der Kultur-Union in Sevilla ernannt. 1938 findet die letzte Ausstellung seiner Werke in Buenos Aires bei der Vereinigung Freunde der Kunst statt. Drei Tage nach seiner Rückkehr nach Montevideo stirbt er am 24. Juli.
Figaris Werk steht unter dem Einfluss der französischen Künstlergruppe Nabis. Sein thematisches Spektrum ist spezifisch lateinamerikanisch und umfasst bürgerliche Interieurs, historische und literarische Szenen sowie kreolische und afroamerikanische Sujets. Über sein Werk schrieb er: „Ich versuche nicht, die objektive alltägliche Wirklichkeit zu definieren oder sie genau wiederzugeben, vielmehr biete ich – durch flüchtige Eindrücke der Wirklichkeit, die durch meine persönliche Art des Reagierens mehr oder weniger poetisiert sind – die Realität an, die ich in meiner Beobachtung und meinen Erinnerungen habe habe ausfindig machen können.“